# Position (finance)
Pour les articles homonymes, voir Position.
En finance, la position est la manifestation d'un investissement sur un marché, par un investisseur ou un trader et vis-à-vis d'une quantité d'un titre financier qui est soit détenue (ce qui constitue une position longue), soit empruntée (ce qui constitue une position courte). 
Une position est dite "ouverte" ou "en cours" lorsqu'une proposition de vente ou d'achat est faite sur le marché, tant qu'une transaction opposée ne vient pas la compenser. Lorsque la transaction opposée vient la compenser, on parle alors de liquidation de la position, ou débouclage. 
Une position est qualifiée de "fermée" si l'investisseur possède l'action et ne la propose pas à la vente.
Un trader se trouve dans une position longue lorsqu'il détient des titres. Dans une position longue, le trader est confiant dans le fait que le titre qu'il possède va lui rapporter un profit, grâce à une plus-value liée à une revente future, grâce au versement de dividendes, ou bien grâce au contrôle acquis sur une entreprise. Cette position non limitée dans le temps est donc logiquement qualifiée de « longue » et le trader peut être qualifié d'investisseur.
Un trader se trouve dans une position courte lorsqu'il a emprunté des titres par la vente à découvert qu'il devra rendre au prêteur à une échéance fixe. Cette position limitée dans le temps est donc logiquement qualifiée de « courte » et le trader peut être un spéculateur. Dans une position courte le trader parie sur la baisse future du cours du titre emprunté, ce qui lui permettrait de réaliser une plus-value lors du rachat du titre.